# Jadwiga Pietraszewska
Jadwiga Pietraszewska – polska antropolog, dr hab. o kulturze fizycznej, profesor nadzwyczajny Katedry Biologicznych i Motorycznych Podstaw Sportu i prodziekan Wydziału Nauk o Sporcie Akademii Wychowania Fizycznego we Wrocławiu.

## Życiorys
Jest absolwentką Wydziału Nauk Przyrodniczych Uniwersytetu Wrocławskiego, 6 listopada 1997 obroniła pracę doktorską Zróżnicowanie morfologiczne zawodników różnych dyscyplin sportowych, 15 listopada 2012 habilitowała się na podstawie pracy zatytułowanej Zmienność rozwojowa struktury morfologicznej jako wyznacznik możliwości funkcjonalnych dzieci i młodzieży w wieku 7-14 lat. Wyniki wrocławskich badań longitudinalnych wiejskich populacji. W 2014 nadano jej tytuł profesora nadzwyczajnego. Pracowała na stanowisku profesora wizytującego w Karkonoskiej Państwowej Szkole Wyższej w Jeleniej Górze na Wydziale Przyrodniczym i Technicznym.
Piastuje stanowisko profesora nadzwyczajnego w Katedrze Biologicznych i Motorycznych Podstaw Sportu, oraz prodziekana na Wydziale Nauk o Sporcie Akademii Wychowania Fizycznego we Wrocławiu.